# Nicolas des Escuteaux
Nicolas des Escuteaux (ou le « sieur des Escuteaux », parfois écrit « Escuteaus ») (après 1570 - vers 1628) est un romancier français du début du XVIIe siècle.

## Biographie
Il est né dans une famille noble de la région de Loudun, région fortement marquée par la Réforme. En termes de religion, Des Escuteaux semble avoir eu des sympathies envers les Huguenots.

## Œuvres
Il est l'auteur de treize romans d'amour et d'aventure et d'un recueil de nouvelles, publiés entre 1601 et 1628,.
Comme ses contemporains Antoine de Nervèze et François du Souhait, Des Escuteaux est l'un des auteurs les plus souvent associés au genre du « roman sentimental » (ou « amours ») publié sous le règne d'Henri IV. Contrairement à ces autres auteurs, Des Escuteaux n'était pas secrétaire d'un prince et ne travaillait apparemment que sur des romans et non sur des pièces de théâtre ou des ouvrages de philosophie morale. 
Les cinq premiers romans de Des Escuteaux étaient dédiés à des dames nobles, mais on ne sait pas dans quelle mesure il profita de leur mécénat. Ces dames étaient : Renée de Cossé, épouse de Charles de Montmorency et cousine de Charles II de Cossé, duc de Brissac ; Isabelle de Rochechoüart (dame de Lesé) ; Lucrèce de Boüillé (mademoiselle de Créance) ; Jeanne de la Brunetière (dame de Vaudoré) ; et Catherine de Mars (comtesse douairière de Caravas).
La publication des premiers romans de Nervèze a précédé de deux ou trois ans celle de Des Escuteaux, tout comme le recueil de nouvelles de Nervèze, mais à en juger par le nombre d'éditions et les lieux de publication, il semble que les romans de Des Escuteaux aient connu une période de succès plus longue que celle de Nervèze. Beaucoup de romans de Des Escuteaux sont davantage orientés vers l'aventure (pirates, enlèvements, batailles) que sentimentaux, et montrent l'influence du roman de chevalerie ibérique de la Renaissance, comme Amadis de Gaule et du roman grec antique, comme ceux d'Héliodore d'Émèse et d'Achille Tatius. Parfois cependant, Des Escuteaux abandonne la tradition aventureuse pour des situations plus réalistes, comme la représentation d'alliances matrimoniales à la cour italienne (Clarimond et Antonide) ou l'impact du meurtre involontaire d'un oncle sur la famille de l'être aimé (Lydiam et Floriande).
Les romans de Des Escuteaux se déroulent dans une variété de contextes et de périodes historiques lointains (y compris en France sous le règne de Charles VII, en Baltique sous les Vandales, en Arménie et en Cappadoce, et sur la côte orientale de Afrique (Sofala)) et mettent généralement en scène une vierge d'une beauté sublime et un noble chevalier qui essaie de la sauver.
Des Escuteaux écrit de nombreux passages montrant les premiers instants tendres de la découverte des amants et la révélation de leurs sentiments, mais il se délecte également de voir ses chastes personnages féminins combattre les attentions libidineuses de leurs ravisseurs. Dans quelques-uns de ses romans, Des Escuteaux abandonne le portrait idéalisé de ses personnages féminins et les présente comme volages, vicieux ou cruels (les mères vaniteuses et avares qui recherchent pour leurs filles des mariages socialement avantageux sont une cible privilégiée de ses critiques).
Dans la première moitié du XVIIe siècle, Des Escuteaux a souvent été associé à Nervèze par des critiques (comme Charles Sorel). Ils décriaient leur langage stylisé, rhétoriquement orné et métaphorique, (préfigurant les Précieuses ?). Mais il est une figure essentielle de l'évolution du langage dans le roman en France, et eut une influence directe sur Madeleine de Scudéry et d'autres romanciers dans les années 1640.

### Ouvrages de Nicolas des Escuteaux
- Les infortunées et chastes amours de Filiris et Isolia (Rouen, 1601), (Paris, 1607)
- Les chastes et heureuses amours de Clarimond et Antonide (Paris, 1601, imprimé à Saumur), (Rouen, 1602)
- Les avantureuses fortunes d'Ipsilis et Alixée (Poitiers, 1602), (Rouen, 1604) - voir ci-dessous pour la suite et la conclusion
- Les véritables et heureuses amours de Clidamant et Marilinde (Paris, 1603), (Rouen, 1603), (Saumur, 1603)
- Les amours de Lydiam et Floriande (Paris, 1605)
- La Suite des avantureuses fortunes d'Ipsilis et Alixée (Paris, 1605)
- Amours diverses (anthologie des quatre premiers romans) (Rouen, 1607), (Rouen, 1613), (Paris, 1617)
- Les malheureuses amours de Philandre, gentilhomme Bourguignon, et de Chrisilde, damoiselle Grecque (Paris, 1611)
- Les traversez hasards de Clidion et Arminie (Paris, 1612)
- Les admirables faits d'armes d'Alceste servant l'infidèle Lydie (Saumur, 1613)
- Le ravissement de Clarinde (Rouen, 1617), (Poitiers, 1618), (Rouen, 1627)
- Les fortunes d'Almintes (Saumur, 1623)
- Fin des avantureuses fortunes d'Ypsilis et Alixée (Poitiers, 1623)
- Les jaloux desdains de Chrysis (Poitiers, 1628)